# Radnice ve Frýdlantu
Radnice je administrativní budova ve Frýdlantě, městě ve Frýdlantském výběžku v Libereckém kraji na severu České republiky. Objekt stojí při severozápadní straně zdejšího náměstí pojmenovaném po prvním československém prezidentovi, Tomáši Garrigue Masarykovi.

## Historie

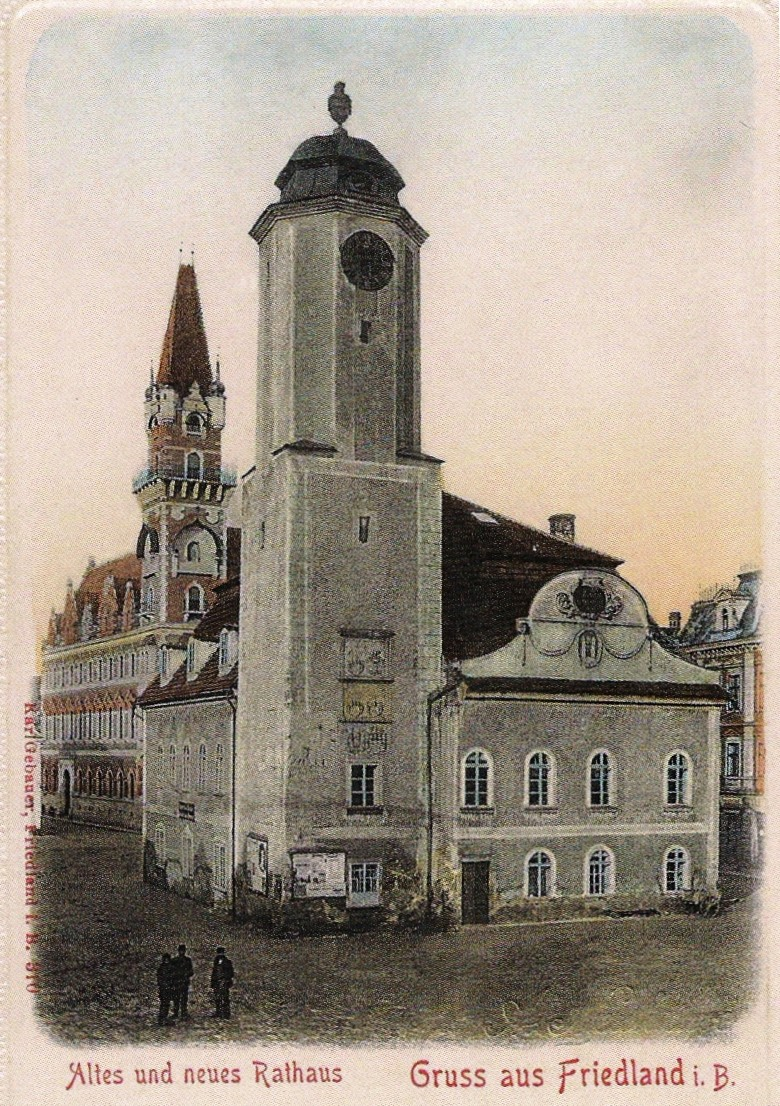
Stará a nová frýdlantská radnice (1897)

Uvnitř frýdlantského náměstí stávala radnice, která je prvně doložená roku 1532. Mezi roky 1584 a 1588 se opravy provedené zedníkem Jakubem a kameníkem z Waltersdorfu dočkala radniční věž. Poškození stavby způsobené požárem z roku 1634 opravili K. Erben z Machlína spolu s H. Hahnem z Lubaně. Další požár roku 1797 ovšem stavbu zničil úplně. Následující rok (1798) radnici podle předchozích dispozic nově vystavěl zedník F. Thun a kameník Karel Jantsch z Liberce. Objekt měl půdorys ve tvaru obdélníka a byl vybudován ve slezském stylu. V jihozápadním rohu stavby měl situovanou věž, jež byla v přízemí hranolová a ve vyšších patrech pak osmiboká. Přízemní část stavby obsahovala stánky pro prodej chleba nebo soli a v patře se nacházela radní síň. Původní heraldické desky, které se na radnici nacházely, se po vybudování nové radnice přestěhovaly tam. Po vybudování nové radnice byla stará roku 1897 zbořena.

Výstavba a podoba liberecké radnice, dokončené roku 1893, inspirovala k úpravám svých radnic či k budování nových staveb i obyvatele dalších měst v jejím okolí. Mezi ně patřil i Frýdlant, který se jako sídlo clam-gallasovského panství, chtěl Liberci vyrovnat. Místní zastupitelé proto angažovali Franze Neumanna, který před tím naplánoval stavbu radnice v Liberci. Objekt stojí na místě zbouraných původních čtyř domů a nahrazoval původní radnici, která do roku 1897 stávala v centru náměstí. Investorem novostavby, jež měla představovat sílu zdejšího průmyslu, se stala místní spořitelna. Stavba nové radnice byla dokončena v roce 1896 a její prostory poté využíval také záložní spolek, městská spořitelna či policie.
Roku 1973 prošel objekt generální rekonstrukcí elektroinstalace a během pěti let, mezi roky 1985 a 1989, byl opraven balkon nad hlavním vchodem. Na začátku 21. století, roku 2001, se čištění a rekonstrukce dočkaly kamenné prvky na věži. Poškozené prvky, které nesly ochoz nebo balkony, byly opraveny nebo případně nahrazeny novými. Nad věžní hodiny navíc dělníci doplnili ochrannou stříšku. Další opravou prošla radnice v letech 2009 a 2010, kdy objekt získal široký výtah, díky němuž je bezbariérově přístupný, dále nové nátěry získala všechna okna a obnoveny byly i vitráže. Následkem škod, které způsobila povodeň v roce 2010, kdy na náměstí bylo 1,5 metu vody, se ještě v témže roce opravily podlahy v přízemí budovy.

## Budova
Objekt je stejně jako jeho liberecký vzor postaven ve slohu německé neorenesance, v níž se objevují prvky jak slezské, tak severoněmecké cihlové architektury. Půdorysně má radnice podobu písmene „U“, uvnitř kterého se nachází centrální nádvoří, jež je přístupné průjezdem z boční strany budovy. Samotná stavba radnice je vůči okolní stavbě vyšší, a proto lze předpokládat, že měla ještě proběhnout asanace náměstí.
Budova radnice je postavena z hrubých neomítnutých cihel používaných při stavbě komínů. Římsy, štíty nebo ozdoby jsou ale vytesány z pískovce. Nároží mezi náměstím a ulicí Míru tvoří vyhlídková věž vysoká 48 metrů. Jsou na ní dva malé balkóny, nad nimi věžní hodiny a ochoz spojující čtyři nárožní vížky. Ve středu věže je nejvyšší prvek stavby, dlátková střecha uzavírající věž zakončená dvěma makovicemi. Na straně přivrácené do náměstí se nachází podloubí, nad nímž se v patře nachází obřadní sál, na který z vnější strany – do náměstí – navazuje balkón. Ve stěně mezi sálem a balkónem se nachází velké sdružené vitrážové okno. Po jeho stranách se na fasádě nachází sochy od sochaře Friedela z Vídně. Od okna nalevo skulptura představuje alegorii práce a obětavosti, napravo zas věrnost a spravedlnost. Nad vitrážovým oknem se nachází kamenný městský znak, jenž drží dvě pážata.
Nejokázalejším prostorem radnice je jednak obřadní síň, tak také vstupní hala situovaná do zvýšeného přízemí. Halu uzavírá křížová klenba podepíraná dvěma řadami sloupů. Na schodišti v budově se nachází busta Albrechta z Valdštejna, jejímž autorem je sochař Heinrich Karl Scholze z Raspenavy. Velká vitrážová okna, která zaplatili zdejší průmyslníci, vytvořil Johann Ressel.
Na radniční věži se nachází zvonkohra, jež hraje každou hodinu a skladby se mění od vážné hudby po dechovkové motivy. Během adventního času zní z věže koledy. Místní o zvonkohře tvrdí, že ji ovládá skřítek Fridolín. Ve skutečnosti jsou ale na vyhlídkovém ochozu věže radnice umístěny elektronické zvukové reproduktory, jež hudbu šíří do okolí. Na plošinu je proto návštěvníkům s ohledem na intenzitu vyluzovaného zvuku umožněn vstup až po odehrání skladby ze zvonkohry.